# 劉誕 (南朝宋)
劉 誕（りゅう たん、元嘉10年（433年）- 大明3年7月3日（459年8月17日））は、南朝宋の皇族。竟陵王。文帝劉義隆の六男。字は休文。

## 経歴
文帝と殷修華のあいだの子として生まれた。元嘉20年（443年）4月、広陵王に封じられた。元嘉21年（444年）2月、監南兗州諸軍事・北中郎将・南兗州刺史に任じられ、広陵に出向した。8月、南徐州刺史に転じた。元嘉26年（449年）7月、都督雍梁南北秦四州荊州之竟陵隨二郡諸軍事・後将軍・雍州刺史となった。同年10月、隨郡王に改封された。
元嘉27年（450年）、文帝が北伐をおこなうと、南朝宋の諸将は軒並み敗北を喫したが、劉誕は麾下の中兵参軍柳元景の活躍により弘農城・関城・陝城を陥落させた。諸軍の敗退のために、柳元景もやむなく撤退した。元嘉28年（451年）5月、劉誕は都督広交二州諸軍事・安南将軍・広州刺史に転じた。しかし始興郡にとどまって、広州には赴任しなかった。都督会稽東陽新安臨海永嘉五郡諸軍事・安東将軍・会稽郡太守に任じられた。
元嘉30年（453年）、劉劭が文帝を殺害して帝を称すると、揚州の浙江の西を司隷校尉に属させ、浙江の東五郡に会州を立てさせて、劉誕を会州刺史に任じた。孝武帝が沈僧栄や顧彬之を派遣してくると、劉誕は孝武帝に従った。劉誕は参軍の劉季之を派遣して顧彬之とともに進軍させ、自らは西陵に駐屯してその後詰めとなった。劉劭が将軍の華欽・庾導を派遣して東征させると、顧彬之は曲阿の奔牛塘で華欽らを撃破した。劉誕は孝武帝により持節・都督荊湘雍益寧梁南北秦八州諸軍事・衛将軍・開府儀同三司・荊州刺史に任じられた。同年6月、驃騎大将軍の号を受け、竟陵王に改封された。閏6月、揚州刺史に転じた。
孝建元年（454年）、南郡王劉義宣が挙兵して反乱を起こしたが、劉誕は孝武帝のために軍を発して長江中流域を平定した。劉誕の武勲は大きく、猜疑心の強い孝武帝は劉誕の野心を警戒した。劉誕が広壮な私邸を築き、多彩な人士を集めたため、孝武帝の不審はますます強まった。孝建2年（455年）10月、劉誕は使持節・都督南徐兗二州諸軍事・太子太傅・南徐州刺史に任じられた。任地の京口は都の建康からも近く、孝武帝は劉誕の反乱を警戒した。大明元年（457年）8月、劉誕は都督南兗南徐兗青冀幽六州諸軍事・南兗州刺史に転じた。任地の広陵は北魏との国境に近いため、劉誕は城壁を修築し、備蓄の糧食を蓄え、兵器を充実させたが、反乱の準備のためではないかと言われた。
大明3年（459年）4月、劉誕は糾弾を受けて爵位を侯に降格された。孝武帝は垣閬を兗州刺史に任じ、羽林の禁兵を指揮させて、劉誕を殺害しようと図った。垣閬が広陵に入ると、給事中の戴明宝に劉誕を襲撃させる計画であった。その計画は舎人の許宗之により劉誕に漏れ、劉誕は数百人を率いて、戴明宝を撃破し、垣閬を殺害した。孝武帝は車騎大将軍の沈慶之に大軍を率いさせて劉誕の乱を討たせることとした。かつて劉誕の部下であった司州刺史の劉季之が呼応して反乱を起こしたが、徐州刺史の劉道隆に斬られた。沈慶之が広陵に進軍すると、劉誕の幢主の韓道元が降伏した。豫州刺史の宗愨や徐州刺史の劉道隆が軍を率いて沈慶之に合流した。劉誕の中兵参軍の柳光宗・参軍の何康之・劉元邁・幢主の索智朗らが城の北門を開けて官軍に帰順した。劉誕は広陵城を棄てて逃亡しようとしたが、城にとどまろうとする部下に翻意をうながされて城に帰った。子の劉景粋を中軍将軍に任じ、中兵参軍の申霊賜を驃騎府録事参軍とし、王璵之を中軍長史とし、南兗州別駕の範義を中軍長史に任じた。
劉誕の幢主の公孫安期が官軍に降った。劉誕を強く諫め続けていた記室参軍の賀弼は降伏を勧められたが肯んじず、服薬自殺した。王璵之が数百人を率いて東門から出て、龍驤将軍の程天祚を攻撃したが敗れた。劉誕は申霊賜を南徐州刺史に任じた。軍主の馬元子が城を抜け出して官軍に帰順しようとしたため、劉誕は追っ手を出して馬元子を殺すと、城内に壇を立てて血を啜り、輔国将軍の孟玉秀の勧めで帝を称した。劉誕の任じた平南将軍の虞季充が降書を送った。劉誕は1000人あまりを北門から出して強弩将軍の苟思達の陣営を攻めたが、龍驤将軍の宗越に敗れた。東門を開いて劉道隆の陣営を攻めたが、殷孝祖や員外散騎侍郎の沈攸之に敗れた。劉誕は申霊賜に左長史の任を加え、王璵之に右長史の任を加え、范義に左司馬・左将軍の位を加え、孟玉秀に右司馬・右将軍の位を加えた。
5月19日夜、劉誕は200人を東門から出して劉道産の陣営を攻め、別に陽動の兵200人を北門から出した。東門付近で白兵戦して劉誕の兵は沈攸之に敗れた。劉誕は数百人を東門から出して寧朔司馬の劉勔の陣営を攻めたが、また沈攸之に敗れた。邵領宗が城内で蜂起して劉誕を襲撃しようと計画したが、先に沈慶之と連絡しようとしたため、発覚して拷問死した。
沈慶之は堀を埋め立てて広陵城に対する攻め口を作ろうとしたが、夏の雨がたたって城を攻めることができなかった。孝武帝の督促が相次ぎ、ついには怒りを買ったが、江夏王劉義恭が諫めたため、沈慶之は解任を免れた。7月2日、沈慶之は全軍を挙げて広陵城を攻め、その外城を落とし、次いで小城を落とした。劉誕は官軍の侵入を聞いて申霊賜とともに後園に避難した。沈胤之・周満・胡思祖らが劉誕を追った。劉誕は玉鈈刀を取って側近数人とともに逃げ、沈胤之らは橋上で追いついた。劉誕は刀を振るって自らを守ろうとしたが、沈胤之が劉誕の顔を傷つけたため、水に転落した。劉誕は引き出されて殺され、首級は建康に送られた。享年は27。広陵に葬られ、留氏と姓を改められた。劉誕の仲間はことごとく殺害され、城内に京観が築かれた。劉誕の母の殷氏と妻の徐氏は、そろって自殺した。泰始4年（468年）、劉誕の遺体は改葬され、少牢で祭祀された。

## 伝記資料
- 『宋書』巻79 列伝第39
- 『南史』巻14 列伝第4